# Gnut (cantante)
Gnut, pseudonimo di Claudio Domestico (Napoli, 1981), è un cantautore, chitarrista e produttore discografico italiano.

## Biografia
Autodidatta, Claudio Domestico inizia a suonare la chitarra all’età di 14 anni. Nel 2003 dà vita al progetto musicale Gnut, che unisce sonorità folk, blues e cantautorato italiano, con un forte legame alla tradizione musicale napoletana.
Nel 2008 pubblica il suo primo album, DiVento, che riceve una buona accoglienza dalla critica. Nel 2011 esce Il rumore della luce, prodotto dal cantautore franco-inglese Piers Faccini. Il disco consolida lo stile intimista e acustico dell’artista.
Nel 2014 pubblica Prenditi quello che meriti, seguito nel 2016 dall’EP Domestico, che contiene versioni casalinghe di alcuni brani precedenti. Tra il 2018 e il 2021 porta avanti L’orso 'nnammurato, progetto che unisce poesia e musica, in collaborazione con il poeta napoletano Alessio Sollo.
Nel 2022 esce l’album Nun te ne fa’, che fonde influenze internazionali (Nick Drake, Elliott Smith) con la scuola classica napoletana (Roberto Murolo).

## Attività parallele
Gnut ha partecipato al progetto musicale Arm on Stage, insieme a Folco Orselli, Stefano Piro e Alessandro Sicardi, pubblicando gli album Sunglasses under All Stars (2010) e Aldrin (2013).
Nel 2016 collabora con Francesco Di Bella all’album Nuova Gianturco.
Nel 2017 prende parte al progetto musicale per bambini Lasciateci la fantasia di Pier Cortese, insieme a Niccolò Fabi, Simone Cristicchi e altri artisti.
Ha composto colonne sonore per film e documentari, tra cui Il ladro di giorni (2019) di Guido Lombardi.

## Stile musicale
Lo stile musicale di Gnut si distingue per l’uso prevalente della chitarra acustica, arrangiamenti scarni e testi poetici. Le sue canzoni mescolano l’influenza del folk e blues anglosassone con la melodia e l’introspezione tipiche della tradizione cantautorale italiana e napoletana.

## Discografia

### Album in studio
- 2008 DiVento
- 2011 Il rumore della luce
- 2014 Prenditi quello che meriti
- 2019 L’orso ‘nnammurato
- 2022 Nun te ne fa’

### EP
- 2016 Domestico
- 2018 Hear My Voice

### Live
- 2021 L’orso Live

### ConArm on Stage
- 2010 Sunglasses under All Stars
- 2013 Aldrin